# Ernest Riveras
Ernest Riveras Tobia (Barcelona, España, 23 de septiembre de 1964) es un periodista deportivo español.

## Trayectoria profesional
Comienza su trayectoria profesional en 1985 en Antena 3 Radio, para pasar al año siguiente a Radio Barça-Cadena 13 (1986).
En 1988 comienza a trabajar en Radiotelevisión Española donde es presentador de Estadio 2 y director y presentador de Deporte.es, así como director de Deportes de TVE Cataluña entre 1997 y 1999. También ha sido narrador de veinticinco modalidades deportivas, destacando el ciclismo —Giro de Italia, Vuelta a España, Tour de Francia, entre otras— de 1996 a 2005, el atletismo de 1999 a 2006 —participando en todos los grandes campeonatos de atletismo, europeos o mundiales— y el motociclismo —Campeonato Mundial de Motociclismo— de 2006 a 2011.También ha participado en seis Olimpiadas de Verano: Barcelona'92, Atlanta'96, Sidney'00, Atenas'04, Pekín'08, Londres'12 y París'24.
En enero de 2014 anuncia su marcha de RTVE para trabajar en Movistar Plus+ como director de Contenidos Deportivos y narrador del Campeonato Mundial de Motociclismo.
Entre 2019 y 2023 narró el Campeonato Mundial de Motociclismo de MotoGP, Moto2 y Moto3 para DAZN.
Tras finalizar la excedencia voluntaria que pidió a RTVE en enero de 2014, en enero de 2024 regresa a su plaza de redactor de informativos en RTVE Cataluña.